# Ann Winsborn
Ann Winsborn (Malmö, 5 luglio 1981) è una cantante svedese.

## Biografia
Ann Winsborn è salita alla ribalta nel 2002 con il suo singolo di debutto Everything I Do, che ha anticipato il suo primo album uscito l'anno successivo, Everything I Am. Grazie al singolo Je n'ai pas compris, è stata una delle artiste più ascoltate nelle radio polacche nel 2003.
Nel 2005 è uscito La La Love on My Mind, il singolo apripista per il secondo album Pink-Collar-Crime. Il brano ha raggiunto la 10ª posizione nella classifica finlandese e la 54ª in quella svedese.

## Discografia

### Album in studio
- 2003 – Everything I Am
- 2005 – Pink-Collar-Crime

### Singoli
- 2002 – Everything I Do
- 2002 – Be the One
- 2003 – Je n'ai pas compris
- 2005 – La La Love on My Mind
- 2020 – Solen dansar i ditt hår